# Arabia Saudyjska na Letnich Igrzyskach Olimpijskich 1972
Arabię Saudyjską na Letnich Igrzyskach Olimpijskich 1972 reprezentowało 10 zawodników, którymi byli wyłącznie mężczyźni. Był to debiut reprezentacji Arabii Saudyjskiej na letnich igrzyskach olimpijskich.

## Reprezentanci

### Lekkoatletyka
| Zawodnik                                                                          | Konkurencja        | Eliminacje | Eliminacje | Ćwierćfinał | Ćwierćfinał | Półfinał | Półfinał | Finał | Finał   |
| Zawodnik                                                                          | Konkurencja        | Wynik      | Miejsce    | Wynik       | Miejsce     | Wynik    | Miejsce  | Wynik | Miejsce |
| --------------------------------------------------------------------------------- | ------------------ | ---------- | ---------- | ----------- | ----------- | -------- | -------- | ----- | ------- |
| Mansour Al-Juaid                                                                  | 100 m              | 10,61      | 34.        | NQ          | NQ          | NQ       | NQ       | NQ    | NQ      |
| Said Khalil Al-Dosari                                                             | 200 m              | 22,56      | 55.        | NQ          | NQ          | NQ       | NQ       | NQ    | NQ      |
| Mohamed Jaman Al-Dosari                                                           | 400 m              | 49,67      | 60.        | NQ          | NQ          | NQ       | NQ       | NQ    | NQ      |
| Abdul Wahab Naser Al-Safra                                                        | 1500 m             | 4:14,5     | 65.        | —           | —           | NQ       | NQ       | NQ    | NQ      |
| Abdullah Al-Mabrouk                                                               | 5000 m             | 15:51,0    | 60.        | —           | —           | —        | —        | NQ    | NQ      |
| Mohamed Jaman Al-Dosari Mansour Al-Juaid Bilal Said Al-Azma Said Khalil Al-Dosari | sztafeta 4 × 100 m | 43,35      | 25.        | —           | —           | NQ       | NQ       | NQ    | NQ      |

| Zawodnik              | Konkurencja    | Kwalifikacje | Kwalifikacje | Finał | Finał   |
| Zawodnik              | Konkurencja    | Wynik        | Miejsce      | Wynik | Miejsce |
| --------------------- | -------------- | ------------ | ------------ | ----- | ------- |
| Bilal Said Al-Azma    | skok w dal     | 6,32         | 35.          | NQ    | NQ      |
| Ghazi Saleh Marzouk   | trójskok       | 13,83        | 33.          | NQ    | NQ      |
| Hussein Al-Taib Maki  | pchnięcie kulą | 11,57        | 29.          | NQ    | NQ      |
| Said Farouk Al-Turki  | rzut dyskiem   | 22,78        | 28.          | NQ    | NQ      |
| Abdul Atif Al-Qahtani | rzut oszczepem | 53,06        | 22.          | NQ    | NQ      |